# Paragenipa
Paragenipa  es un género monotípico de plantas con flores perteneciente a la familia de las rubiáceas. Incluye una sola especie: Paragenipa lancifolia (Bojer ex Baker) Tirveng. & Robbr. (1985). Es nativa de  Seychelles.

## Taxonomía
Paragenipa lancifolia fue descrita por (Bojer ex Baker) Tirveng. & Robbr. y publicado en Nordic Journal of Botany 5: 458, en el año 1985.
Sinonimia
- Paragenipa cervorum Baill.
- Paragenipa wrightii (Baker) F.Friedmann
- Psychotria wrightii Baker
- Pyrostria lancifolia Bojer ex Baker	basónimo
- Randia lancifolia (Bojer ex Baker) Hemsl.
- Uragoga wrightii (Baker) Kuntze[3]